# Роза (Кјети)
Роза (итал. Rosa) је насеље у Италији у округу Кјети, региону Абруцо.
Према процени из 2011. у насељу је живело 20 становника. Насеље се налази на надморској висини од 51 м.